# 李经楚
李经楚（1867年—1913年），字仲衡，号佑三，府学廪生，安徽合肥磨店乡（今属合肥市瑶海区）人，为李瀚章次子。

## 生平
以三品衔，二品顶戴任江苏后补道，后为参赞官赴比利时、法国等国。回国又任京师大学堂提调并兼办大学堂工程处等，后长期任职于邮传部，官至邮传部右丞。
其人才学广博、融通中西、精通政务，曾多次代表国家进行对外事务的谈判。因出资组建交通银行，于1908年任交通银行首任总理。任行长期间筹款赎回了京汉铁路，收回电报局商股，使之成为国有企业。
1910年橡皮股票风潮中李经楚的义善源票号周转不灵倒闭，欠下交行280余万两白银，使交行受到极大损失，李经楚引咎辞职。

## 家庭
其妻薛氏，有两子两女：
- 长子李国式，曾任中东铁路局上海办事处主任
- 次子李国武，曾于驻俄海参崴总领事馆主事，后任职于上海造币厂
- 长女李国筌，上海交通大学校长范续箕之母
- 次女李舜如，嫁驻俄赤塔领事馆主事毕文秉

| 前任： 首任 | 交通银行总理 1908年 - 1910年 | 繼任： 周克昌 |